# 所沢市立若松小学校
所沢市立若松小学校（ところざわしりつ わかまつしょうがっこう）は、埼玉県所沢市の公立小学校。最寄り駅は西武鉄道所沢駅及び航空公園駅。理科支援員が配置されている。

## 所在地
埼玉県所沢市大字下新井1231-2

## 沿革
- 1970年4月1日 - 所沢市立松井小学校校庭内にプレハブ仮校舎を建設し学区を分区して仮発足。
- 1970年6月8日 - 新校舎を現在地に落成し移転。正式に開校する。
- 1972年2月29日 - 体育館完成。
- 1989年4月7日 - 郷土資料室完成。

## 校歌
若松小学校校歌 作詞・はらみちを 作曲・冨田勲

## クラブ・委員会活動
- クラブ
- 委員会

## 著名な卒業生
- YOU（タレント）
- 渡邊恒樹(東京ヤクルトスワローズ)

## 近隣施設
- 在日米軍所沢通信基地
- 所沢航空記念公園（通称：航空公園）
- 並木通り団地
- 埼玉西協同病院
- 埼玉県立所沢特別支援学校
- 日本大学芸術学部（所沢校舎）